# Jim Langer
James "Jim" John Langer (* 16. Mai 1948 in Little Falls, Minnesota; † 29. August 2019) war ein US-amerikanischer American-Football-Spieler auf der Position des Centers. Er spielte nach seiner College-Karriere (South Dakota State) ab 1970 zunächst für die Miami Dolphins und anschließend bis 1981 für die Minnesota Vikings. Langer erreichte mit den Miami Dolphins dreimal in Folge das Finale der NFL, den Super Bowl, und konnte diesen zweimal gewinnen. Während der Perfect Season der Miami Dolphins von 1972 spielte er jedes offensive down. 1987 ging er in die Pro Football Hall of Fame ein.